# روبرتو دانیل گاسپارینی
روبرتو دانیل گاسپارینی (انگلیسی: Roberto Daniel Gasparini؛ زادهٔ ۵ ژانویهٔ ۱۹۵۸) بازیکن فوتبال اهل آرژانتین است.
از باشگاه‌هایی که در آن بازی کرده‌است می‌توان به باشگاه فوتبال تیگرس اونال، باشگاه فوتبال روساریو سنترال، و باشگاه فوتبال مونتری اشاره کرد.